# CPA4
CPA4 (англ. Carboxypeptidase A4) – білок, який кодується однойменним геном, розташованим у людей на короткому плечі 7-ї хромосоми. Довжина поліпептидного ланцюга білка становить 421 амінокислот, а молекулярна маса — 47 351.
| 10         |  | 20         |  | 30         |  | 40         |  | 50         |
| ---------- |  | ---------- |  | ---------- |  | ---------- |  | ---------- |
| MRWILFIGAL |  | IGSSICGQEK |  | FFGDQVLRIN |  | VRNGDEISKL |  | SQLVNSNNLK |
| LNFWKSPSSF |  | NRPVDVLVPS |  | VSLQAFKSFL |  | RSQGLEYAVT |  | IEDLQALLDN |
| EDDEMQHNEG |  | QERSSNNFNY |  | GAYHSLEAIY |  | HEMDNIAADF |  | PDLARRVKIG |
| HSFENRPMYV |  | LKFSTGKGVR |  | RPAVWLNAGI |  | HSREWISQAT |  | AIWTARKIVS |
| DYQRDPAITS |  | ILEKMDIFLL |  | PVANPDGYVY |  | TQTQNRLWRK |  | TRSRNPGSSC |
| IGADPNRNWN |  | ASFAGKGASD |  | NPCSEVYHGP |  | HANSEVEVKS |  | VVDFIQKHGN |
| FKGFIDLHSY |  | SQLLMYPYGY |  | SVKKAPDAEE |  | LDKVARLAAK |  | ALASVSGTEY |
| QVGPTCTTVY |  | PASGSSIDWA |  | YDNGIKFAFT |  | FELRDTGTYG |  | FLLPANQIIP |
| TAEETWLGLK |  | TIMEHVRDNL |  | Y          |  |            |  |            |

A: Аланін

C: Цистеїн

D: Аспарагінова кислота

E: Глутамінова кислота

F: Фенілаланін

G: Гліцин

H: Гістидин

I: Ізолейцин

K: Лізин

L: Лейцин

M: Метіонін

N: Аспарагін

P: Пролін

Q: Глутамін

R: Аргінін

S: Серин

T: Треонін

V: Валін

W: Триптофан

Кодований геном білок за функціями належить до гідролаз, протеаз, металопротеаз, карбоксипептидаз. 
Задіяний у такому біологічному процесі, як альтернативний сплайсинг. 
Білок має сайт для зв'язування з іонами металів, іоном цинку. 
Секретований назовні.